# Michael Stewart Paterson
Compléments
Président de l'EATCS (1977-1979)
Michael Stewart « Mike » Paterson, né en 1942, est un informaticien théoricien britannique, spécialiste en conception et analyse des algorithmes et en théorie de la complexité. Il est aussi réputé comme inventeur de jeux, comme les vers de Paterson ou les sprouts.

## Carrière
Paterson étudie à l'université de Cambridge, où il soutient en 1967 une thèse sous la direction de David Park intitulée « Equivalence problems in a model of computation ». Il est ensuite chercheur postdoctoral au Massachusetts Institute of Technology. À partir de 1971, il est professeur d'informatique à l'université de Warwick. Il y dirige le Centre for Discrete Mathematics and its Applications jusqu'en 2007, et il est directeur du département d'informatique en 2005. De 1977 à 1999, il est président de l'European Association for Theoretical Computer Science (EATCS). 

## Recherche
Paterson travaille dans le domaine de l'informatique théorique, notamment sur la conception et l'analyse des algorithmes ainsi que sur la théorie de la complexité. Il a contribué à des travaux en théorie des langages, en algorithmique distribuée et en théorie des automates. Parmi ses élèves, figure Leslie Valiant. Il est coauteur d'un livre sur les groupes automatiques. Il a aussi conçu, avec John Horton Conway, des jeux mathématiques.

## Prix et distinctions
- 2001 : Prix Dijkstra avec Michael J. Fischer et Nancy Lynch pour ses travaux sur l’informatique distribuée.
- 2001 : Fellow de la Royal Society.
- 2006 : European Association for Theoretical Computer Science#Prix EATCS Prix EATCS
- 2011 : Prix Robbins de la Mathematical Association of America pour un travail sur le nombre maximum de briques superposées avec surplomb, le problème d'empilage de blocs[4],[5]

## Publications
À côté de travaux scientifiques, il a notamment œuvré pour le développement de l’informatique comme discipline scientifique, notamment en étant éditeur ou coéditeur d'actes de colloques, parmi lesquels :
- Boolean Function Complexity, London Mathematical Society Lecture Note Series, Cambridge University Press 1992 —(Symposium Durham 1990)
- Automata, languages and programming (17th International Colloquium, Warwick University, England, Juli 1990), Springer Verlag, coll. « Lecture Notes in Computer Science » (no 443), 1990
- Algorithms - ESA 2000, Springer Verlag, coll. « Lecture Notes in Computer Science » (no 1879), 2000  — 8th Annual European Symposium on Algorithms, Saarbrücken 2000
- (avec Bo Chen, Guochuan Zhang), Combinatorics, algorithms, probabilistic and experimental methodologies: first international symposium, ESCAPE 2007, Hangzhou, Chine, Springer Verlag, avril 2007